# Tha Crossroads
Tha Crossroads è il terzo singolo del gruppo statunitense Midwest rap Bone Thugs-n-Harmony estratto dall'album E 1999 Eternal. Si tratta di una canzone di grande successo, tra le più popolari del gruppo, nonché di uno dei pezzi più commoventi e riflessivi di sempre nella storia del rap.

## Informazioni
Originariamente intitolata Crossroad, la canzone era dedicata a tutte le persone decedute care ai membri del gruppo. DJ U-Neek, artista molto vicino ai Bone Thugs, cambiò in seguito il nome in "Tha Crossroads" e decise di dedicare la canzone al celebre rapper Eazy-E degli N.W.A., allora morto da poco.
Il brano campiona la hit Make Me Say It Again Girl (Pts. 1 and 2) dei The Isley Brothers ed è cantato da solo quattro membri del gruppo, tranne Flesh-n-Bone, che partecipa invece al remix ufficiale.
Nel 2002, il gruppo Pop rap Blazin' Squad fece una cover del singolo.

## Andamento in classifica
"Tha Crossroads" ottenne un successo straordinario: raggiunse la posizione n.1 nelle charts Billboard Hot 100, Hot R&B/Hip-Hop Songs e Hot Rap Tracks. Raggiunse la vetta delle classifiche anche in paesi come Nuova Zelanda, Australia e Regno Unito. Vendette più di due milioni di copie e vinse la categoria Best Rap Performance by a duo or group ai Grammy Award del 1997. Tuttora rimane il singolo più di successo del gruppo in assoluto.
Anche il canale satellitare VH1 piazzò la canzone alla posizione n.1 della propria classifica.

## Classifica
| Chart (1996)                          | Posizione massima |
| ------------------------------------- | ----------------- |
| Billboard Hot 100 (USA)               | 1                 |
| Billboard Hot R&B/Hip-Hop Songs (USA) | 1                 |
| Billboard Hot Rap Tracks (USA)        | 1                 |
| RIANZ Singles Chart (Nuova Zelanda)   | 1                 |
| Hot100Brasil (Brasile)                | 1                 |
| Official Singles Chart (UK)           | 1                 |